# Staré Těchanovice

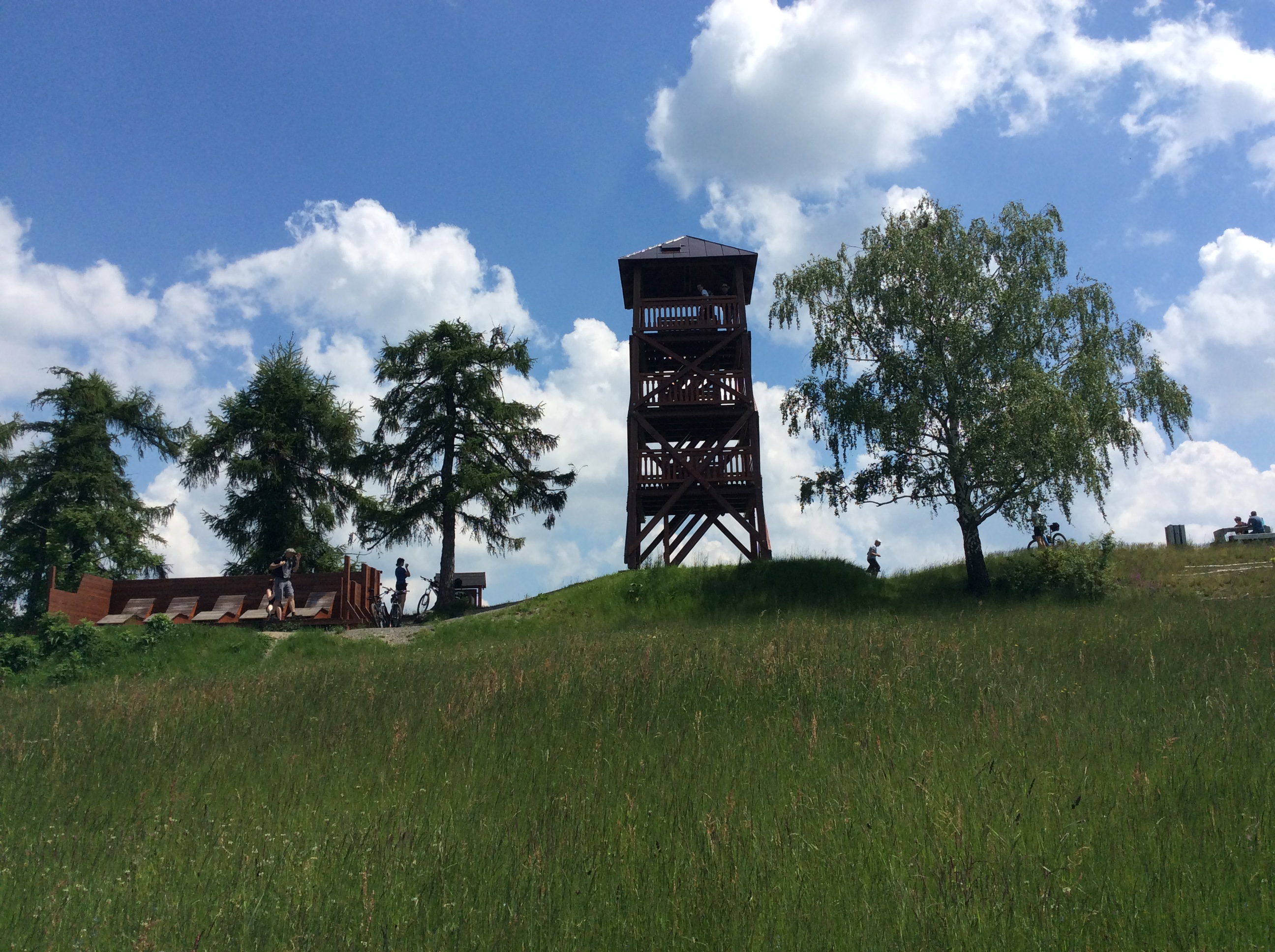
Aussichtsturm in der Nähe von Staré Těchanovice

Staré Těchanovice  (deutsch Alt Zechsdorf) ist eine Gemeinde im Okres Opava der Tschechischen Republik.

## Geographische Lage
Der Ort liegt in der obersten Höhenlagen der Mährisch-Schlesischen Region im Altvatergebirge unweit des Moravice-Flusstals, in dem sich der  Ortsteil Jánská Koupele befindet. Unweit befindet sich der Kružberská-Stausee.

## Geschichte
Die urkundliche Ersterwähnung des Ortes erfolgte 1377.
Der Ortsname leitet sich vom tschechischen Personennamen Těchan ab. Diesen Namen trug der Olmützer Domherrn Těchan, der in den Jahren 1268–1308 urkundlich erwähnt wurde. Der deutsche Name des Dorfes wurde aus dem Tschechischen übernommen. Der Zusatz Alt ist seit dem Ende des 15. Jahrhunderts belegt.
Ab 1938/39 lag Alt Zechsdorf als eine selbstständige Gemeinde im Reichsgau Sudetenland, Landkreis Troppau, Regierungsbezirk Troppau. Hier lebten im Jahre 1939 382 Einwohner. Nach Ende des Zweiten Weltkrieges 1945 mussten die meisten deutschen Bewohner des Ortes diesen zwangsweise räumen und die Tschechoslowakei für immer verlassen.
Seit 1990 ist Staré Těchanovice, das zuvor in umliegende Gemeinde eingegliedert wurde, wieder eine eigene Gemeinde.